# Personal Shopper (película)
Personal Shopper (titulada Fantasmas del pasado en España y Asistente de compras en Hispanoamérica) es una película de suspense psicológico francesa de 2016, escrita y dirigida por Olivier Assayas, y protagonizada por la actriz estadounidense Kristen Stewart. Fue seleccionada para competir por la Palma de Oro en el Festival de Cannes de 2016. Assayas también compartió el premio al mejor director con Cristian Mungiu por la película, en el nombrado festival.

## Sinopsis
Maureen Cartwright es una joven estadounidense que trabaja en París como personal shopper de una actriz de fama, Kyra. Como su hermano gemelo recientemente fallecido, la protagonista posee una capacidad especial para comunicarse con los espíritus. En París lleva una vida solitaria e insostenible, solo interrumpida por esporádicos viajes a las capitales europeas de la moda. La relación con Kyra es inexistente. También con su novio, que está en Omán por razones de trabajo, y con el que solo habla por Skype. Sin embargo, su gemelo siempre está cerca de ella. luego empieza a recibir una serie de mensajes de un desconocido el cual la lleva a replantear su vida hasta ahora. El desconocido la acosa hasta el punto que ella se siente atraída hacia él sin saber quién es o si es un espíritu. Después de varios acontecimientos inexplicables en los que Kyara aparece asesinada y ella es la principal sospechosa, se empiezan a descubrir de quién y por qué son los mensajes.

## Reparto
- Kristen Stewart es Maureen.
- Lars Eidinger es Ingo.
- Nora von Waldstätten es Kyra.
- Anders Danielsen Lie es Erwin.
- Sigrid Bouaziz es Lara.
- Ty Olwin es Gary.
- Audrey Bonnet es Cassandre.
- Pascal Rambert es Jerome.
- Hammou Graïa es Agente Policial.
- Benjamin Biolay es Victor Hugo.